# Erwin Rohde
Erwin Rohde, né le 9 octobre 1845 à Hambourg et mort le 11 janvier 1898 à Heidelberg, est un philologue classique (helléniste) allemand du XIXe siècle. Il a été un temps proche de Friedrich  Nietzsche.

## Biographie
Fils cadet du médecin hambourgeois Franz Adolph Rohde (1813–1866) et de Bertha Maria Wilhelmina née Schleiden (1813–1882), on l'envoie en pension de 1852 à 1859 dans la célèbre Institution Stoys d'Iéna, et il ne revient à Hambourg qu'en 1860 pour préparer son baccalauréat au prestigieux Johanneum, le grand lycée classique de la ville (1864). Au premier semestre de 1865, il s'inscrit en philologie classique à l'université de Bonn, mais l'année suivante, il décide avec son camarade Friedrich Nietzsche de continuer à l'Université de Leipzig, où les deux jeunes hommes se lient d'amitié. Au second semestre de 1867, Rohde s'inscrit à l'université de Kiel et y soutient sa thèse, consacrée à Julius Pollux, le 9 mars 1869. Après un voyage d'étude en Italie, il soutient sa thèse d'habilitation à l'automne 1870 à Kiel et commence à enseigner comme privat-docent ; le 20 avril 1872 il est déjà recruté comme professeur surnuméraire. C'est alors qu'éclate la controverse sur la thèse de Nietzsche, La Naissance de la tragédie, jugée iconoclaste par Wilamowitz-Moellendorff. Dans cette affaire, Rohde appuie de tout son poids pour défendre les idées de son ancien camarade ; pourtant, quelques années plus tard, leurs relations se dégradent définitivement. Rohde reste toutefois l'ami de Franz Overbeck.
En 1875, il candidate pour la chaire de l'Université de Dorpat, mais le poste est attribué à Wilhelm Hoerschelmann (de). En 1876, Rohde se voit proposer un poste de professeur titulaire à l'Université d'Iéna, puis deux ans plus tard, la chaire de l'université de Tübingen. En 1886 il devient professeur à l'université de Leipzig, mais n'y reste qu'un semestre pour prendre la succession de Kurt Wachsmuth (de) à l'université de Heidelberg, dont il devient le recteur en 1894-95. Il refuse en 1897 la chaire de lettres classiques de l'Université de Strasbourg.

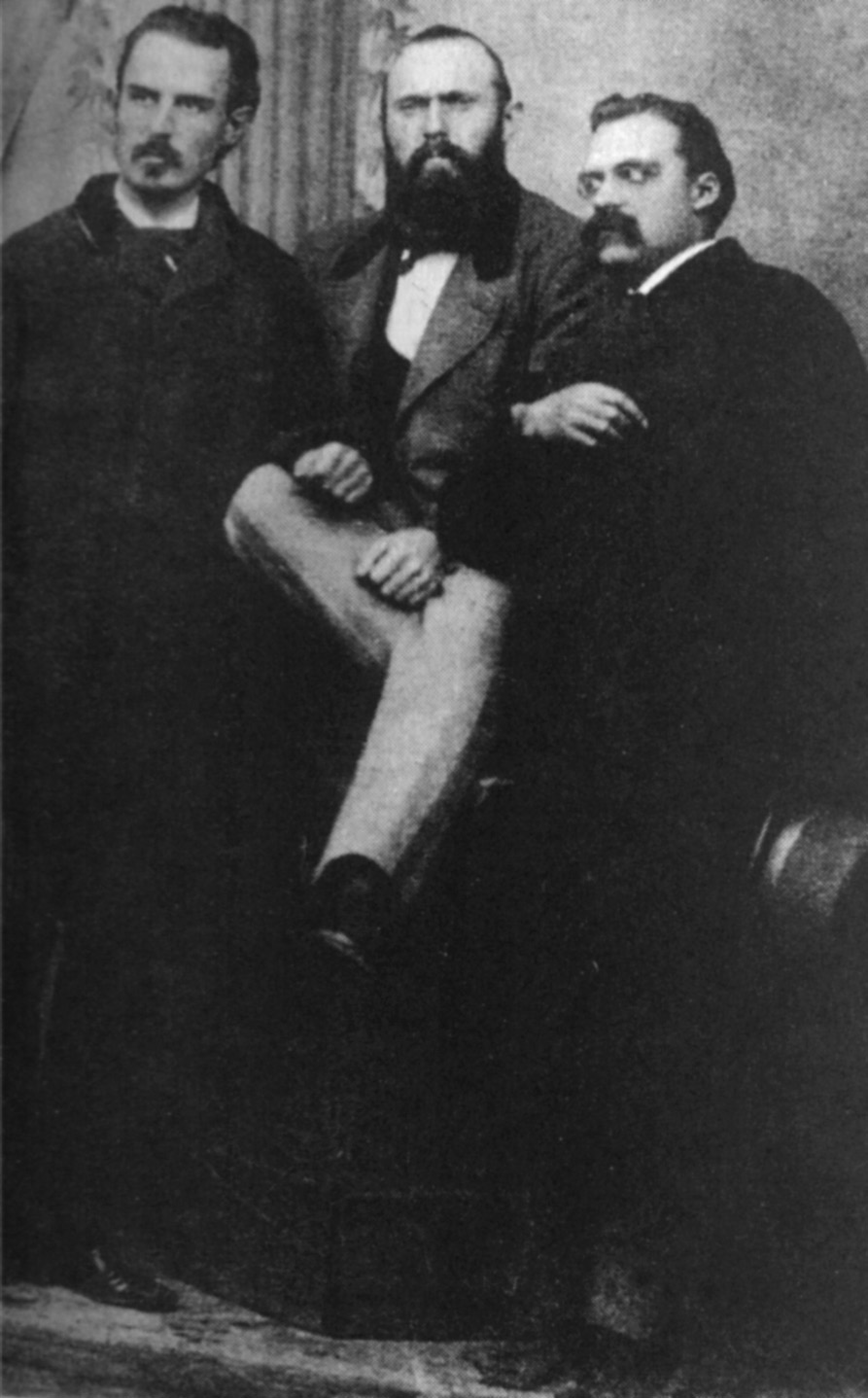
Erwin Rohde aux côtés de et de Friedrich Nietzsche, de gauche à droite (octobre 1871 à la Schulpforta).

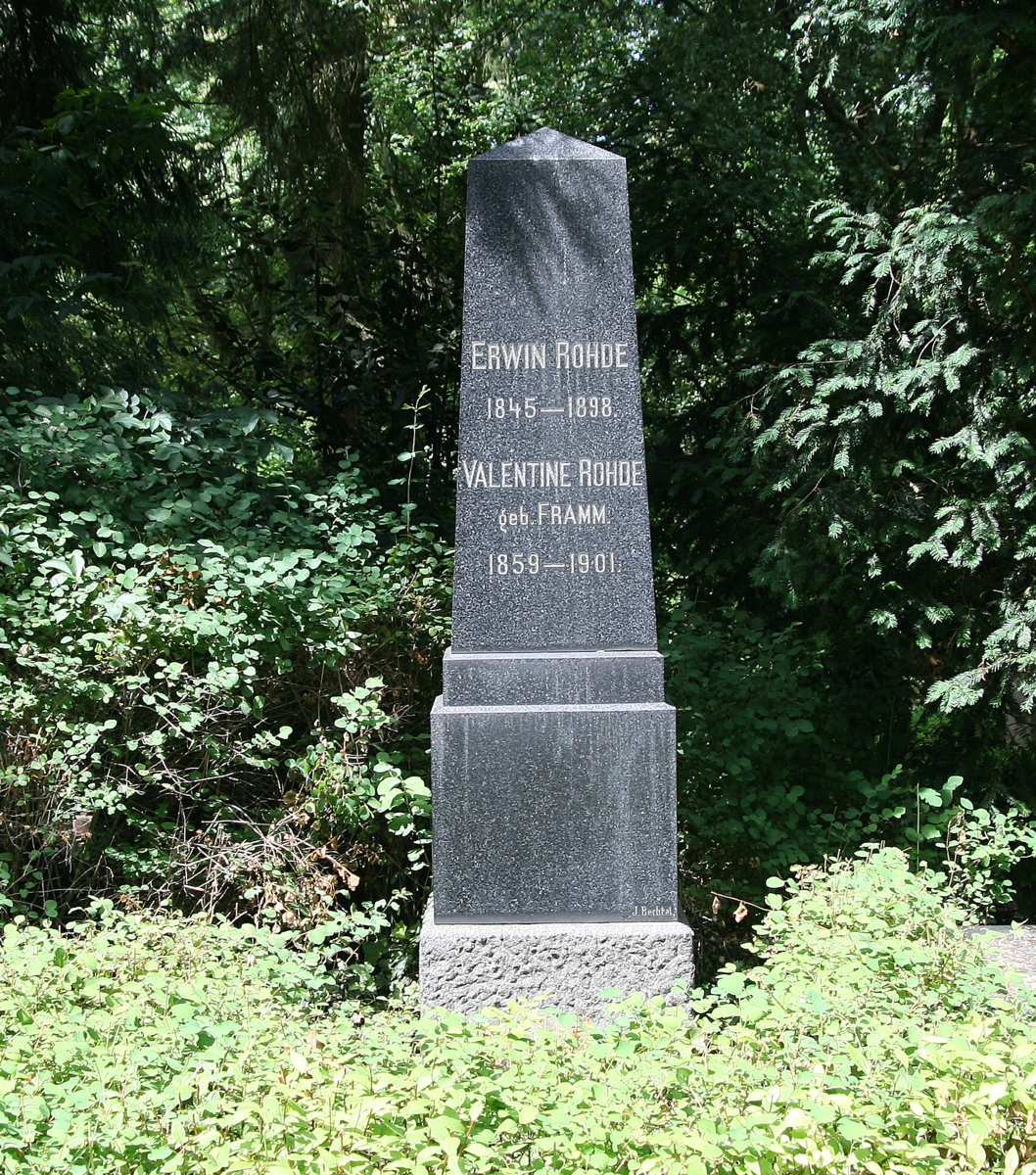
Sépulture d'Erwin Rohde au cimetière du Bergfriedhof (Heidelberg).

Bien qu'il ait d'abord jugé idiote l'idée d'Elisabeth Förster-Nietzsche, de créer un fonds documentaire Nietzsche (Nietzsche-Archiv), Rohde y prend une part active, par ses propres papiers et ses conseils. Après sa mort, la sœur de Nietzsche exagère cependant l'aide qu'il a apportée.

## Écrits
- (de) « Aelius Promotus », Rheinisches Museum für Philologie,‎ 1873, p. 264-290 (lire en ligne).
- (de) Afterphilologie, Sendschreiben eines Philologen an Richard Wagner. (1872).
- (de) Der griechische Roman und seine Vorläufer. Leipzig, 1876 (3e éd. Leipzig 1914).
- (de) Psyche. Seleenkult und Unsterblichkeitsglaube der Griechen, en deux tomes, Leipzig 1890–1894 ; Leipzig 1898 ; traductions :
  - (en) Psyche: The Cult of Souls and Belief in Immortality among the Greeks, K. Paul, Trench, Trubner, London, 1925.  ;
  - (fr) Psyché. Le culte de l'âme chez les Grecs et leur croyance à l'immortalité, trad. Auguste Reymond, Payot, 1928, XX-646 p. ; reprod. en fac-similé Tchou, "Bibliothèque des introuvables", 1999, 648 p.
- (de) Kleine Schriften[1] en 2 tomes [2], Leipzig 1901.
- (de) Nietzsches Briefwechsel mit Erwin Rohde[3], 1926.